# 佐藤聰美
佐藤聰美（日语：／ Satō Satomi，1986年5月8日—）是日本女性聲優、歌手，現隸屬AXL ONE，前隸屬青二製作。宮城縣仙台市出身。身高153cm。血型O型。常盤木學園高等學校、東京廣播學院畢業。有一個妹妹。

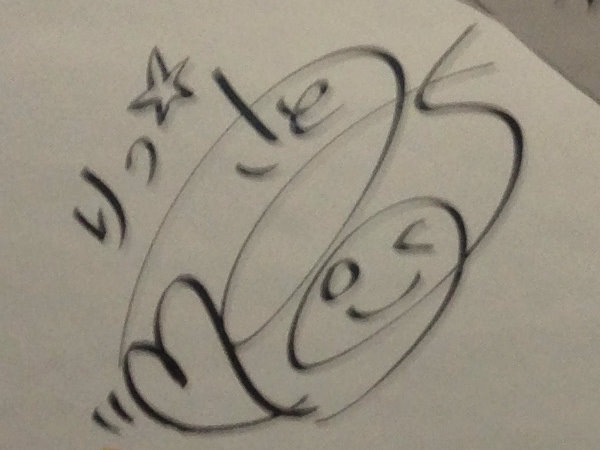
佐藤聰美的簽名

## 經歷
在東京廣播學院就讀時，成為廣播的第七代助手（第5期BGP）。同時結成聲優組合「Kisty」。
以少女、女性為中心出演各種角色，不過其中以老實文靜的少女居多。因而當被選定出演《K-ON!》的田井中律時，包括本人在內周圍所有人都很驚訝。
高中時曾參加NHK杯全国高校放送大賽并獲得宮城縣賽區第一名，在全國大賽上也進入了半決賽，在朗讀方面有相當的實力。
喜歡的動物是馬、柴犬及羊駝，喜歡的顏色是水色、白色、淡粉色。
和高本惠很要好經常一起出去玩，佐藤的BLOG上也經常提到高本。和在K-ON!等作品中共演的日笠陽子和竹達彩奈也很要好。另外和隸屬青二Production（特別是Junior）的女性聲優也有親交。
在K-ON! web radio「らじおん!」的企劃中，和自己演出的角色一樣實際進行樂團活動。佐藤本身完全沒有爵士鼓的經驗，一切從零開始。
在2010年3月6日發表的第4回聲優Awards上，以《K-ON!》劇中結成的團體“放學後Tea Time”的一員，與豐崎愛生、日笠陽子、壽美菜子、竹達彩奈一起獲得歌唱賞。2011年3月5日發表的第5回聲優獎上又獲得新人女優賞。
2017年7月6日凌晨，佐藤在部落格上发布了结婚的消息，对象为同为声优的寺島拓篤。
2021年12月30日，於部落格上發表了第一子出生的消息。
2024年4月1日，佐藤透過其X官方帳號宣布，已經青二製作退所，並同日起加入AXL ONE。

## 演出作品
※粗體字表示說明飾演的主要角色。

### 電視動畫
2007年
- 花鈴的魔法戒（滿的親衛隊之三）
- 鬼太郎（第5作）（女高中生、女孩、樹精）
- 守護甜心！（若菜）
- 絕妙偵探迷宮（弥富八重）

2008年
- （機器兔子、小鵪鶉）
- 偶像宣言（女孩）
- 鬼太郎（第5作）（女僕、少年、播音員、少女）
- 鋼鐵新娘（高安遥、玉子的友人、少女）
- 地獄少女 三鼎（御景柚木）
- 守護甜心！（羅米羅）
- 守護甜心！！心跳（若菜）
- 西洋古董洋菓子店（兒童）
- （スゥ）
- 虎子（蕾家祈、盛岡、網球部員）
- 波菲的漫長旅程（孩子B）
- 藥師寺涼子怪奇事件簿（瑪麗安妮）

2009年
- 明日的與一!（女學生A、廣雪、女僕）
- 機巧魔神（志津間哀音）
- 機巧魔神2（志津間哀音）
- 女王之刃 流浪的戰士（天使）
- K-ON!（田井中律）
- 動物偵探奇魯米（御子神莉咪）
- 鬼太郎（第5作）（友人）
- 源氏物語千年紀 Genji（女B）
- 麵包超人（貓美）
- 初戀限定。（江之本夕）
-瑪莉亞的凝望 第四季（學生）
- 小雙俠（第2作）（美優）
- 東之伊甸（女大學生B）
- 豹頭王傳說（リー・ファ）
- 簡單易懂的現代魔法（jini）
- GA 藝術科美術設計班（丸岡）
- ONE PIECE（戰士、女戰士、龍膽、幼年瑪莉哥德）
- FAIRY TAIL（郵便鳥）
- 青花（藤之谷學生、女學生、學生、惠、工藤）
- 七龍珠改（カルゴ）
- 夢色蛋糕師（小泉加奈子）
- 科學超電磁砲（枝先絆理、少女）

2010年
- 怪談餐館（女性）
- 嬌蠻貓娘大橫行（都築乙女）
- Net Miracle Shopping（聰美）
- 交響情人夢（米歇爾）
- K-ON!!（田井中律）
- 守護甜心！！派對！（小螢）
- 大神與七位夥伴（謎之美少女、火村真知子）
- 妄想學生會（七條天空）
- Net Miracle Shopping 2nd Season（聰美）
- 我的妹妹哪有這麼可愛！（田村麻奈實）
- FAIRY TAIL（洛基的女友、「天龍」溫蒂·瑪貝爾）
- 只有神知道的世界（星奈）
- 夢色蛋糕師SP Professional（小泉加奈子）

2011年
- SKET DANCE（高橋千秋）
- 蘿球社！（野火止麻奈佳）
- 47都道府犬（宮城犬）
- ONE PIECE（女性記者）

2012年
- 槍械少女（さー）
- 猛烈宇宙海賊（莉莉·貝爾）
- 要聽爸爸的話！（杉原祥子）
- 女王之刃 叛亂（萊拉）
- 冰菓（千反田愛瑠）
- 我的妹妹哪有這麼可愛！TRUE ROUTE SPECIAL版（田村麻奈實）
- 黃昏乙女×失憶幽靈（庚紫子）
- 元氣少女緣結神（貓田亞美）
- K（雪染菊理）
- 蝦掰天文社 公立海老栖川高中天悶社（大庭蓮實）
- 反斗小王子（菜之花）
- 魔奇少年（薩阿挲）

2013年
- 反斗小王子（小金28號、Fuyami）
- 我的妹妹哪有這麼可愛。（田村麻奈實[10]）
- 黑色嘉年華（艾莉西卡）
- 黃金拼圖（烏丸櫻）
- 青春紀行（NANA學姊）
- DD北斗神拳（艾麗）
- 科學超電磁砲S（枝先絆理、少女）
- 百花繚亂 SAMURAI BRIDE（寶藏院胤舜）
- Free!（花村千種、葉月渚〈小學〉）
- Fate/kaleid liner 魔法少女☆伊莉雅（桂美美）
- 蘿球社！SS（野火止麻奈佳）
- 蠟筆小新（女性主持人）

2014年
- 妄想學生會＊（七條天空）
- Z/X IGNITION（加百列、小孩B）
- 鐵金剛少女Z（無敵王）
- 鄰座同學是怪咖（後藤櫻子）
- FAIRY TAIL 第二季（溫蒂·瑪貝爾）
- 魔法科高中的劣等生（柴田美月）
- 請問您今天要來點兔子嗎？（千夜）
- Fate/kaleid liner 魔法少女☆伊莉雅 2wei!（桂美美）
- Free!-Eternal Summer-（花村千種、葉月渚〈小學〉）
- 尋找失去的未來（深澤花梨）
- （椎名心實）
- 電器街的漫畫店（津守）

2015年
- 元氣少女緣結神◎（貓田亞美）
- 暗殺教室（神崎有希子）
- 戰國無雙（早川殿）
- Hello!!黃金拼圖（烏丸櫻）
- Fate/kaleid liner 魔法少女☆伊莉雅 2wei Herz!（桂美美）
- 那就是聲優！（鈴的母親）
- K RETURN OF KINGS（雪染菊理）
- 請問您今天要來點兔子嗎？？（千夜）
- 輕鬆百合 3☆High！（小山遙）

2016年
- 暗殺教室 第2期（神崎有希子）
- 少女們向荒野進發（結城鶯）
- 夢幻之星Online2 The Animation（瑪特伊）
- 美少女戰士Crystal Season III 死亡毀滅者篇（大阪奈留）
- 影鱷－承－（凪·矢車）
- Fate/kaleid liner 魔法少女☆伊莉雅 3rei!!（桂美美）
- 熱情傳奇 the X（瑪奇露）
- 競女!!!!!!!!（鹽見聰美、村田麻里）
- 神裝少女小纏（弗蘿絲·歐利恩斯[11]）

2017年
- 政宗君的復仇（水野鞠[12]）
- Hand Shakers（手綱的母親）
- 莉露花精靈～魔法之鏡～（鈴、莉奈）
- 末日時在做什麼？有沒有空？可以來拯救嗎？（愛爾梅莉亞·蒂夫納）
- 來自「没有荣耀的天才们」的故事（日语：栄光なき天才たち）（文子[13]）
- KAITO×ANSA（三鷹琴未）
- 地獄少女 宵伽（御景柚木）
- 鬼燈的冷徹 第貳期（座敷童子〈一子〉）
- 咕嚕咕嚕魔法陣（蘇愛拉（？）、命運的女神）

2018年
- IDOLiSH7 偶像星願（小鳥遊紡、奇娜子）
- POP TEAM EPIC（PIPI美〈第4話A段〉）
- 爆肝工程師的異世界狂想曲（娜蒂）
- 鬼燈的冷徹 第貳期 其之貳（座敷童子〈一子〉）
- 青春豬頭少年不會夢到兔女郎學姊（南條文香）
- FAIRY TAIL 最終章（溫蒂·瑪貝爾）
- 梅露可物語 -無精打采的少年與瓶中少女-（米謝麗雅）

2019年
- 明治東京戀伽（志乃）
- 粉彩回憶（舞）
- Endro～！（女僕格雷姆）
- 魔法水果籃（花島咲[14]）
- ONE PIECE（莫妲[15]、卡拉娜[16]、斯皮德[17]）
- 女高中生的虛度日常（莉莉／染谷莉莉[18]）
- 鬼滅之刃（竈門炭治郎〈幼少期〉）
- 街角魔族（淺瀨老師）
- Fairy gone（特蕾莎·諾耶爾）
- 夢幻之星Online2 EPISODE ORACLE（瑪特伊[19]）
- 神田川JET GIRLS（syoco）

2020年
- 怕痛的我，把防禦力點滿就對了（伊茲[20]、女性客）
- 神推偶像登上武道館我就死而無憾（三崎）
- 八十龜觀察日記 第2冊（仙台女子）
- IDOLiSH7 偶像星願-Second BEAT!（小鳥遊紡、奇娜子）
- 魔法水果籃 2nd Season（花島咲）
- 噴嚏大魔王2020（天野川詩織）
- 夢夢貓（後藤奈津美）
- 魔法科高中的劣等生 來訪者篇（柴田美月）
- 請問您今天要來點兔子嗎？BLOOM（千夜）
- 魔女之旅（妮諾）

2021年
- WONDER EGG PRIORITY（鈴原南）
- 悠悠哉哉少女日和 Nonstop（詩織的母親）
- 蠟筆小新（戶建住菜）
- 無職轉生～到了異世界就拿出真本事～（洛嘉莉·米格路迪亞）
- 怪物事變（晶〈幼少期〉）
- 八十龜觀察日記 第3冊（火羽夜美）
- 魔法水果籃 The Final（花島咲）
- Fairy蘭丸（伊代）
- 名偵探柯南（加倉井加代子）
- IDOLiSH7 偶像星願-Third BEAT!（小鳥遊紡、奇娜子）
- 暗黑企業的迷宮（貝魯莎）
- 魔法科高中的優等生（柴田美月）
- 夢夢貓 Mix！（後藤奈津美）

2022年
- 超異域公主連結 Re:Dive Season 2（妮諾[21]）
- 街角魔族 2丁目（淺瀨老師）
- 處刑少女的生存之道（瑪儂的母親）
- 數碼寶貝幽靈遊戲（荒卷佳代乃）
- 呆萌酷男孩（二見麻美[22]）

2023年
- 怕痛的我，把防禦力點滿就對了2（伊茲[23]）
- REVENGER（むじな）
- 開闊天空！光之美少女（普瓦）
- 我與機器子（鳥島喵喵）
- 第二次被異世界召喚（クレアシル）
- 能幹貓今天也憂鬱（幸來的母親[24]）
- 政宗君的復仇R（水野鞠）

2024年
- 魔法科高中的劣等生（第3期）（柴田美月[25]）
- FAIRY TAIL 100 YEARS QUEST（溫蒂·馬貝爾[26]）

2025年
- MOMENTARY LILY 刹那之花（雛罌粟的母親）
- 藥師少女的獨語（白羽[27]）
- 隨興旅 -That's Journey-（糀谷冬音[28]）
- 和雨·和你（蓮[29]）

### OVA
2008年
- Kiss×sis（女學生）

2009年
- 草莓棉花糖 encore（女生A）
- 東方奇鬥劇3（博麗靈夢）
- OAD 交響情人夢 Lesson79（女性成員A）
- ×××HOLiC 春夢記 前篇（旅館的女性D）

2010年
- GA 藝術科美術設計班 OVA（丸岡）
- Halo Legends The Duel（格蘭特）
- 魔法老師 另一個世界Extra 魔法少女夕映♥（柯蕾特·法蘭德爾）

2011年
- 妄想學生會 系列（七條天空）
  - 「歸來的妄想學生會」※第5卷限定版附DVD
  - 「不一般的大哥／辛苦的工作也能笑着完成小鈴很偉大啊（轟談）／妄想兒童會」※第6卷限定版附DVD
- FAIRY TAIL 系列（「天龍」溫蒂·瑪貝爾）
  - 「歡迎光臨妖精Hills」※第26卷特裝版附DVD
  - 「妖精學園 不良少年與大姊頭」※第27卷特裝版附DVD

2012年
- 蝦掰天文社 4卷 原創動畫BD限定版（大庭蓮實）
- DVD「キッチュニア」（女子、店員）
- 妄想學生會 系列（七條天空）
  - 妄想學生會OVA
  - 「小狗／津田家的情況／直髮的話 頭髮擦著乳頭 會覺得很舒服哦」※第7卷限定版附DVD
- FAIRY TAIL 系列（「天龍」溫蒂·瑪貝爾）
  - 「Memory Days」※第31卷特裝版附DVD
  - 「妖精們的合宿」※第35卷特裝版附DVD - ED曲「Happy Tale」演唱
- 魔法老師 ANIME FINAL（DVD版）（柯蕾特·法蘭德爾）

2013年
- 妄想學生會（七條天空）
  - 妄想學生會 歸來OVA
  - 第8卷限定版附DVD
  - 第9卷限定版附DVD
- 冰菓 3卷 原創動畫BD限定版（千反田愛瑠）
- FAIRY TAIL 系列（「天龍」溫蒂·瑪貝爾）
  - 第36卷特裝版附DVD

2014年
- 妄想學生會*（七條天空）※第10卷附贈DVD限定版
- 絕滅危愚少女 Amazing Twins（莉莉安）
- Fate/kaleid liner 魔法少女☆伊莉雅「運動會 DE DANCE!」（桂美美）※單行本第4卷附贈OVA限定版

2015年
- 妄想學生會*（七條天空）※第11卷附贈DVD限定版
- 鬼燈的冷徹（座敷童子〈一子〉）※第18卷附贈原創動畫DVD限定版
- 鬼燈的冷徹（座敷童子〈一子〉）※第19卷附贈原創動畫DVD限定版

2016年
- 少女們向荒野進發（結城鶯[30]）
- FAIRY TAIL 妖精們的懲罰遊戲（溫蒂）
- FAIRY TAIL 納茲vs.梅比斯（溫蒂）
- FAIRY TAIL 妖精們的聖誕節（溫蒂）

2017年
- 噬血狂襲Ⅱ（闇白奈）
- 鬼燈的冷徹 OAD4（座敷童子〈一子〉）
- 請問您今天要來點兔子嗎？？ ～Dear My Sister～（宇治松千夜）

2018年
- Free!－Dive to the Future－第0話（花村千種）

2019年
- 請問您今天要來點兔子嗎？？ 〜Sing For You〜（宇治松千夜）

2020年
- 鬼滅之刃 那田蜘蛛山篇（竈門炭治郎〈幼少期〉）

### 劇場版動畫
2011年
- 電影 K-ON!（田井中律）
- 萬能野菜 Ninninman（老師）
- 劇場版 魔法老師 ANIME FINAL（柯蕾特·法兰德尔）

2012年
- 劇場版 FAIRY TAIL 鳳凰的巫女（「天龍」溫蒂·瑪貝爾）

2014年
- 猛烈宇宙海賊 ABYSS OF HYPERSPACE -超空間的深淵-（莉莉·貝爾）
- 劇場版 K MISSING KINGS（雪染菊理）

2015年
- 蒼藍鋼鐵戰艦 -ARS NOVA- DC（那智）
- 蒼藍鋼鐵戰艦 -ARS NOVA- Cadenza（那智）
- High Speed! -Free! Starting Days-（葉月渚〈小學生〉）

2016年
- 黃金拼圖 Pretty Days（烏丸櫻）

2017年
- 魔法少女奈叶Reflection（琦莉耶·弗洛利安）
- 劇場版 魔法科高中的劣等生 呼喚星星的少女（柴田美月）
- 劇場版 妄想學生會（七條天空）
- 劇場版 FAIRY TAIL 龍之淚（「天龍」溫蒂·瑪貝爾）

2018年
- 魔法少女奈葉Detonation（琦莉耶·弗洛利安）

2021年
- 黃金拼圖 Thank you!!（烏丸櫻）
- 劇場版 妄想學生會 2（七條天空）

2024年
- 風都偵探 假面騎士Skull的肖像（園崎冴子）

2025年
- IDOLiSH7-偶像星願- First BEAT! 劇場總集篇 前篇（小鳥遊紡）
- IDOLiSH7-偶像星願- First BEAT! 劇場總集篇 後篇（小鳥遊紡）

### 同人動畫
- 東方奇鬥劇3（博麗靈夢）

### 網路動畫
2014年
- 美少女戰士Crystal（大阪奈留）

2016年
- 女友伴身邊（♪）（椎名心實）

2018年
- B：彼之初（優奈[34]）

2019年
- 圣斗士星矢：黄道十二宫战士（仙女座 瞬）
- 怪物彈珠（卡西爾）

### 遊戲
2008年
- drastic Killer

2009年
- 格蘭蒂亞Online（安潔莉卡副隊長）
- 地獄少女 澪緣（御景柚木）
- 虎子（蕾家祈）
- 人中之龍3（卡拉OK店店員）
- 變身！公主偶像 ゆびぷるひめチェン!（高城萊拉）
- VitaminZ
- 故事的世界：光明神話2（女主角的配音）
- 風色幻想Online（Jesuni）

2010年
- K-ON!放學後LIVE!!（田井中律）
- 戰場女武神2 加利亞王立士官學校（拉維尼·亞雨、Magali）
- 噬神者（語音、一般神機使、吉娜·迪金森、藤木希、卡斯特）
- 噬神者 爆裂（語音、一般神機使、吉娜·迪金森、藤木希、卡斯特）
- 星空幻想Online（露可）
- 桃色大戰（富士野蘋果、美鈴）
- 時空幻境 變裝迷宮X（飛鳥、莉蓮（Wandashefu）、奇蹟、桃、克萊偶像）
- L@ve once（鳥留芽衣）
- Puritirizumu超短裙（塞雷娜）
- Angelic Crest（プルフ・ルゥ、蘇菲亞）

2011年
- Otomedius X(Xcellent!)（月士華風魔）
- 我的妹妹哪有這麼可愛！（田村麻奈實）
- 女王之刃（女郎蜘蛛、姬蜘蛛薰子、鬼蜘蛛）
- 故事的世界：光明神話3（Razarisu）
- 魔法少女奈叶 A's 携带版：命运齿轮（琦莉耶·弗洛利安）

2012年
- 女友伴身邊（椎名心實、千夜[35]）
- 夢幻之星網路版2（徽章交換商店、マトイ）
- 新‧劍與魔法與學園 刻之學園（莫里亞）
- 數碼暴龍世界：再數位化（鈴童秋穗）

2013年
- 英雄傳說 閃之軌跡（艾爾芬·萊澤·亞諾爾）
- 艾爾之光（艾拉）

2014年
- 學園K -Wonderful School Days-（雪染菊理）
- 青春紀行 Vivid Memories（NANA學姐）
- 巴哈姆特之怒（魯妮）
- 魔法科高中的劣等生 Out Of Order（柴田美月）
- 魔法科高中的劣等生 LOST ZERO（柴田美月）
- 特種部隊2 Online（佐藤奈美）
- 戰國無雙系列（4代開始）（早川殿）

2015年
- 公主連結！（妮諾）
- 暗殺教室 殺老師大包圍網！！（神崎有希子）
- 女友伴身邊 共度暑假（椎名心實）
- 女友伴身邊（♪）（椎名心實）
- 白貓Project（月觀·夜空）
- 聖火降魔錄if（神威（女））
- 御城project：re（彦根城）

2016年
- 任天堂明星大乱斗3DS/Wii U（神威（女））※DLC角色
- 請問您今天要來點兔子嗎？？Wonderful party！（宇治松千夜）
- 少女們向荒野進發（結城鶯）
- 時空幻境 緋夜傳奇（瑪奇露）

2017年
- 阴阳师（以津真天）
- Fate/Grand Order（示巴女王）
- 碧蓝航线（罗恩）
- 聖火降魔錄 英雄雲集（神威(女)、神流(女)）

2018年
- 閃耀幻想曲（烏丸櫻、田井中律、宇治松千夜）
- 御城project：re（金亀城）
- 超異域公主連結☆Re:Dive（妮諾）
- 轟炸女孩（日语：ボンバーガール (ゲーム)）（賽碧雅·貝爾蒙特）
- 任天堂明星大亂鬥 特別版（神威（女））

2019年
- 食用系少女2：美食内戰 （果果）
- 寶可夢大師（嘉德麗雅）

2020年
- 怪物彈珠（卡西爾）
- Love Live! 學園偶像祭 ALL STARS（夏川舞）
- 守望傳說（科學家蘇熙）

2021年
- 戰雙帕彌什（賽琳娜）

2022年
- 明日方舟（多萝西）
- 魔法科高中的劣等生 Reloaded Memory（柴田美月）
- 魔法禁書目錄 幻想收束（柴田美月）
- 怪物彈珠（巴比倫[36]）
- 勝利女神：妮姬（N102、安妮：奇蹟仙女）

2025年
- 原神（愛可菲）
- 伊瑟（芙蕾雅）

未知時期
- 二重螺旋（賽琪）

### 同人遊戲
- 不思議之幻想鄉（博麗靈夢）
- 更多!?不思議之幻想鄉〜UNDER THE MOONLIGHT〜（博麗靈夢）
- 紅魔城傳說Ⅱ 妖幻的鎮魂歌（紅美鈴）

### 真人出演
- 動畫 （KIDS STATION guest出演）
- （BS11、超!A&G+：guest出演）
- culture:japan（東京都會電視台：guest出演）
- 動畫TV（TOKYO MX等：guest出演）

### 廣播
- kistyのkisty time（網路電台：BBQR）
- （第七代助手（第5期BGP）：文化放送、2005年11月 - 2006年9月）
- （超!A&G+、2007年9月 - 12月）
- （超!A&G+、2008年1月 - 3月）
- （超!A&G+、2008年4月 - 12月）
- （TBS K-ON!公式網站、2009年2月9日 - 9月25日）
- （網路電台：K'z Station、2009年6月 - 2011年9月）
- （BBQR、超!A&G+：2009年10月9日 - 2010年1月1日）
- （超!A&G+：2010年1月1日）
- （超!A&G+：2011年4月8日 - 2014年3月28日）

### CD

#### DRAMA CD
- 機巧魔神 バラエティーCD（志津間哀音）
- 最後大魔王 VOL.2（照屋榮子）
- 初恋限定。「虹色水果糖」（江之本夕）
- 武器種族傳說（席雅（Shantille Freesia））
- 我的妹妹哪有這麼可愛！（田村麻奈實）
- （少女）
- 黑色嘉年華 〜輪〜（艾莉西卡）
- （砂戶璃瑠）
- true tears 廣播劇CD（放學的廣播）
- 萌·怪盜蕾莉絲（女仆）
- 替身伯爵系列（白百合的少女們）
  - 替身伯爵的冒險
  - 替身伯爵的結婚
- （星山堇（パープルパンジー））
- 光在地球之時……（左乙女葵）※小說第5卷DRAMA CD附特裝版
- 戀愛遺傳子XX（日向瑞希）
- 前進吧！登山少女（日向）※月刊Comic Earth Star附錄CD
- YUMEKURI（神樣〈白羽百合〉）
- 電器街的漫畫店 〜馬之骨的人們〜（津守）
- 四百二十連敗女孩（吹子薺）
- 青春紀行（NANA學姊）
- 魔法少女奈叶INNOCENT Sound Stage（琦莉耶·弗洛利安）
- 霸剑皇姬阿尔缇娜（克拉丽丝） ※小说第5卷特装版

### 旁白

#### CM
- 芳文社《Manga Time Kirara》（2010年）
- VOCALOID BEST from NICONICO動畫（紅）（2011年）
- VOCALOID BEST from NICONICO動畫（藍）（2011年）
- 角川書店《冰菓》（2012年）
- 角川書店 月刊少年ACE（2012年）

### 其他
- 声優chat
- K-ON!桌面零件（田井中律）
- 美声時計
- CM Manga Time Kirara
- 手機遊戲 S彼氏上 〜糾纏不清的愛〜（上鶴麻弥矢）

## 音樂作品

### 單曲
| 枚  | 發售日         | 名稱    | 規格編號   | 規格編號  | 規格編號  | 最高位 |
| 枚  | 發售日         | 名稱    | 初回限定盤 | 通常盤    | 動畫盤    | 最高位 |
| --- | -------------- | ------- | ---------- | --------- | --------- | ------ |
| 1st | 2014年2月26日  |         | KICM-93275 | KICM-3275 |           | 39位   |
| 2nd | 2014年10月22日 | Le jour | KICM-91550 | KICM-1550 | KICM-1551 | 36位   |
| 3rd | 2016年10月12日 |         |            | KICM-1709 |           | 68位   |

#### 限定單曲
| 發售日       | 名稱           | 販售形態     |
| ------------ | -------------- | ------------ |
| 2015年2月4日 | stella message | 數位音樂下載 |

### 迷你專輯
| 枚  | 發售日        | 名稱 | 規格編號   | 最高位 |
| --- | ------------- | ---- | ---------- | ------ |
| 1st | 2014年6月18日 | ☆    | KIZC-253/4 | 58位   |

### 專輯
| 枚  | 發售日        | 名稱    | 規格編號   | 規格編號  | 最高位 |
| 枚  | 發售日        | 名稱    | 初回限定盤 | 通常盤    | 最高位 |
| --- | ------------- | ------- | ---------- | --------- | ------ |
| 1st | 2015年6月10日 | Fanfare | KICS-93190 | KICS-3191 | 37位   |

### 影像作品
| 枚  | 發售日        | 名稱                       | 規格編號 |
| --- | ------------- | -------------------------- | -------- |
| 1st | 2016年2月24日 | 佐藤聰美 2nd Tour 2015「」 | KIXM-224 |

### 商業搭配
| 樂曲         | 商業搭配                           | 時期   |
| ------------ | ---------------------------------- | ------ |
|              | 電視動畫《妄想學生會＊》片尾曲     | 2014年 |
| Le jour      | 電視動畫《尋找失去的未來》片頭曲   | 2014年 |
|              | 遊戲《NOeSIS～羽化～》重製版片尾曲 | 2016年 |
|              | 遊戲《NOeSIS～羽化～》重製版片尾曲 | 2016年 |
| crystal song | OVA《「英雄」解體》主題曲          | 2016年 |

### 角色CD
- （Kisty名義）
- K-ON! 系列（田井中律）
  - Cagayake!GIRLS／櫻高輕音部（2009年4月22日 動畫《K-ON!》片頭曲）
  - Don't say "lazy"／櫻高輕音部（2009年4月22日 動畫《K-ON!》片尾曲）
  - 輕飄飄時間／櫻高輕音部（2009年5月20日 動畫《K-ON!》劇中歌）
  - 放學後TEA TIME／放學後TEA TIME（2009年7月22日 動畫《K-ON!》劇中歌）
  - 「K-ON!」角色歌 田井中律（2009年8月26日）
  - TV動畫「K-ON!」Official Bandやろーよ!!／放學後TEA TIME（2009年9月2日 動畫《K-ON!》劇中歌）
  - GO! GO! MANIAC／放學後TEA TIME（2010年4月28日 動畫《K-ON!!》片頭曲）
  - Listen!!／放學後TEA TIME（2010年4月28日 動畫《K-ON!!》片尾曲）
  - ／放學後TEA TIME（2010年6月2日 動畫《K-ON!!》劇中歌）
  - Utauyo!! MIRACLE／放學後TEA TIME（2010年8月4日 動畫《K-ON!!》後期主題曲）
  - NO,Thank You!／放學後TEA TIME（2010年8月4日 動畫《K-ON!!》後期片尾曲）
  - ／放學後TEA TIME（2010年9月8日 動畫《K-ON!!》劇中歌）
  - 放學後TEA TIME II（2010年10月27日 動畫《K-ON!!》劇中歌）
  - 「K-ON!!」角色歌 田井中律（2010年11月17日）
- 變身！公主偶像（高城蕾拉）（2010年3月25日）
- 動物偵探奇魯米系列（御子神莉咪）
  - 動物偵探奇魯米 什錦CD（1）（2010年6月9日）
  - 動物偵探奇魯米 什錦CD（2）（2010年8月4日）
- 嬌蠻貓娘大橫行角色歌：04 都築乙女（都築乙女）（2010年6月25日）
- SKET DANCE角色歌（高橋千秋）（2011年12月6日）
- 冰菓片尾曲（千反田愛瑠）
  - （2012年5月23日）
  - （2012年8月22日）
- 請問您今天要來點兔子嗎？ 系列（千夜）
  - 「請問您今天要來點兔子嗎？」片頭曲「Daydream café」（Petit Rabbit's［心愛（佐倉綾音）、智乃（水瀨祈）、理世（種田梨沙）、千夜（佐藤聰美）、紗路（內田真禮）］，2014年5月28日）
  - 請問您今天要來點兔子嗎？ 角色歌3（2014年7月24日）
  - 請問您今天要來點兔子嗎？ 角色歌專輯（2014年8月27日）
- 電器街的漫畫店 角色歌 DENK!SONGS2（津守，2014年12月17日）

## 外部連結
- 事務所公開簡歷 （页面存档备份，存于）（日語）
- おさとう缶。（页面存档备份，存于）（現BLOG）（日語）
- StarChild：佐藤聰美（页面存档备份，存于）（日語）
- 佐藤聰美的X（前Twitter）（日語）
- 佐藤聰美Project的X（前Twitter）（日語）
- 佐藤聰美的Instagram帳戶